# Бејблејд: Метални господари
Бејблејд: Метални господари (Beyblade: Metal Masters), односно Метална борба Бејблејд експлозија (メタルファイト ベイブレード 爆, Metaru Faito Beiburēdo Bakuhatsu) у Јапану, анимирана је серија и наставак Бејблејд: Металне фузије. Оригинално се емитовала у Јапану на каналу TV Tokyo од 4. априла 2010. до 27. марта 2011. године, са укупно 51 епизодом.
За разлику од прошле сезоне, ова јесте синхронизована на српски језик. Емитовала се 2012—2013. године на каналу Ултра. Синхронизацију је радио студио Лаудворкс.  
Јапанска верзија серије има једну уводну и једну одјавну шпицу. Уводну је отпевала певачица Yu+Ki (песма: Galaxy Heart), а одјавну бенд Odoriba Soul (песма: Boys It Goes Over the Sky). Енглеска синхронизација за прве три сезоне „Металне саге“ користи исту песму, Metal Saga Theme Song, коју пева Клифтон Дејвид. Српска синхронизација користи преведену верзију енглеске шпице, и пева је Дејан Гладовић. 
Бејблејд: Метални господари је друга од четири сезоне у „Металној саги“. Следи је Бејблејд: Метални бес.

## Списак епизода
| Бр. еп. (укупно) | Бр. еп. (у сезони) | Енглески наслов (титл) / Енглески наслов (синхр.) Јапански наслов | Српски наслов                        | Премијера           |
| ---------------- | ------------------ | ----------------------------------------------------------------- | ------------------------------------ | ------------------- |
| 52               | 1                  | / (伝説を求めて)                                                  | У потрази за легендом                | 4. април 2010.      |
| 53               | 2                  | / (不屈の一角獣 (チャレンジャー))                                 | Упорни изазивач                      | 11. април 2010.     |
| 54               | 3                  | / (新たなる挑戦)                                                  | Нови изазов                          | 18. април 2010.     |
| 55               | 4                  | / (世界への切符)                                                  | Улазница за свет                     | 25. април 2010.     |
| 56               | 5                  | / (決戦!レオーネアクイラ)                                         | Финална борба! Лав против Орла       | 2. мај 2010.        |
| 57               | 6                  | / (翔け、世界へ!)                                                 | Полети у свет                        | 9. мај 2010.        |
| 58               | 7                  | / (天空のベイ林寺)                                                | Храм Бејлин на небесима              | 16. мај 2010.       |
| 59               | 8                  | / (第三の男)                                                      | Трећи човек                          | 23. мај 2010.       |
| 60               | 9                  | / (開幕!世界大会)                                                 | Светско првенство почиње!            | 30. мај 2010.       |
| 61               | 10                 | / (ラチェルタの意地)                                              | Ласертина воља                       | 6. јун 2010.        |
| 62               | 11                 | / (四千年の奥義)                                                  | Тајна стара 4000 година              | 13. јун 2010.       |
| 63               | 12                 | / (勇者の名を持つベイ)                                            | Беј са именом хероја                 | 20. јун 2010.       |
| 64               | 13                 | / (極寒の地ロシア)                                                | Русија, земља зиме                   | 27. јун 2010.       |
| 65               | 14                 | / (壮絶!金網デスマッチ!)                                          | Меч у кавезу                         | 4. јул 2010.        |
| 66               | 15                 | / (リブラ出陣!)                                                   | Либра јуриша напред                  | 11. јул 2010.       |
| 67               | 16                 | / (戦士の祭典)                                                    | Фестивал ратника                     | 18. јул 2010.       |
| 68               | 17                 | / (再会! 王虎衆 (ワンフージョン))                                 | Ванг Ху Жонг, поново се срећемо      | 25. јул 2010.       |
| 69               | 18                 | / (灼熱の獅子)                                                    | Лав који пржи урликом                | 1. август 2010.     |
| 70               | 19                 | / (衝撃のワイルドファング)                                        | Неуништиви дивљи очњак               | 8. август 2010.     |
| 71               | 20                 | / (天空の神 (ホルセウス) VS一角獣 (ユニコルノ))                   | Хорус против Страјкера               | 15. август 2010.    |
| 72               | 21                 | / (宿命の好敵手 (ライバル))                                       | Вечити ривали                        | 22. август 2010.    |
| 73               | 22                 | / (崖っぷちの第三試合)                                            | Трећи меч: На ивици                  | 29. август 2010.    |
| 74               | 23                 | / (死闘の果て!)                                                   | Крај страшне борбе                   | 5. септембар 2010.  |
| 75               | 24                 | / (忍びよる闇)                                                    | Нешто нам се зло прикрада            | 12. септембар 2010. |
| 76               | 25                 | / (破壊の斧)                                                      | Секира уништења                      | 19. септембар 2010. |
| 77               | 26                 | / (竜皇 (エルドラゴ)、再び)                                       | Повратак императора Змаја            | 26. септембар 2010. |
| 78               | 27                 | / (限界を越えろ!)                                                 | Преко сваке границе                  | 3. октобар 2010.    |
| 79               | 28                 | / (暗黒鷲 (ダークアクイラ))                                       | Орао таме                            | 10. октобар 2010.   |
| 80               | 29                 | / (グラビティペルセウス)                                          | Рушитељ гравитације                  | 17. октобар 2010.   |
| 81               | 30                 | / (白昼のストリートバトル)                                        | Паклене улице Рија                   | 24. октобар 2010.   |
| 82               | 31                 | / (ブラジリアントラップ)                                          | Бразилска клопка                     | 31. октобар 2010.   |
| 83               | 32                 | / (爆闘! トルネードバトル)                                        | Експлозивна циклонска борба          | 7. новембар 2010.   |
| 84               | 33                 | / (激走! レイギル)                                                | Нападај! Реј Гил!                    | 14. новембар 2010.  |
| 85               | 34                 | / (友の名はゼオ)                                                  | Другар се зове Зио                   | 21. новембар 2010.  |
| 86               | 35                 | / (合言葉は.1)                                                    | Бићемо светски број 1                | 28. новембар 2010.  |
| 87               | 36                 | / (動き始めた陰謀)                                                | Ствари се компликују                 | 5. децембар 2010.   |
| 88               | 37                 | / (運命の羅針盤 (ビクシス))                                       | Компас судбине: Биксис               | 12. децембар 2010.  |
| 89               | 38                 | / (凶気の孔雀 (ビフォール))                                       | Зли паун: Судба                      | 19. децембар 2010.  |
| 90               | 39                 | / (地獄の番犬 (ケルベクス))                                       | Чувар пакла: Кербекс                 | 26. децембар 2010.  |
| 91               | 40                 | / (白熱のバトル!?)                                                | Дивља борба Ди-џејева                | 9. јануар 2011.     |
| 92               | 41                 | / (ファイナル・カウントダウン)                                    | Коначно одбројавање                  | 16. јануар 2011.    |
| 93               | 42                 | / (竜皇、降臨)                                                    | Царски змај напада                   | 23. јануар 2011.    |
| 94               | 43                 | / (魂のラストバトル)                                              | Последња борба                       | 30. јануар 2011.    |
| 95               | 44                 | / (決着! 銀河ダミアン)                                            | Тачно у подне! Џинга против Демијана | 6. фебруар 2011.    |
| 96               | 45                 | / (驚異のスパイラルフォース)                                      | Чудесна спирала сила                 | 13. фебруар 2011.   |
| 97               | 46                 | / (突入!ハデスシティ)                                             | Напад на Хадоград                    | 20. фебруар 2011.   |
| 98               | 47                 | / (堕ちた皇帝)                                                    | Срушени император                    | 27. фебруар 2011.   |
| 99               | 48                 | / (ビフォールの罠)                                                | Усудова клопка                       | 6. март 2011.       |
| 100              | 49                 | / (放たれた野獣)                                                  | Ослобођена дивља звер                | 13. март 2011.      |
| 101              | 50                 | / (暴走!ホロギウム)                                               | Суманути темпо напада                | 20. март 2011.      |
| 102              | 51                 | / (ギャラクシーハート)                                            | Срце галаксије                       | 27. март 2011.      |

## Белешке
1. ↑  Не постоји званичан превод наслова на српски.

## Спољашњи извори
- Бејблејд: Метални господари на енциклопедији сајта